# Cláudio Garrudo
Cláudio Garrudo (Lisboa, 1976), é um fotógrafo, produtor cultural e editor português.

## Carreira
Garrudo estudou publicidade na Escola Superior de Comunicação Social, em Lisboa, entre 1995-1999, frequentou Erasmus na Universitad Autónoma de Barcelona, Espanha, entre 1997-1998 e recebeu uma bolsa de estudos Leonardo da Vinci, na República Checa.
Expôs individualmente em Portugal, Espanha, República Checa, Eslováquia e Roménia, participou em feiras de arte em Lisboa, Miami, Nova Iorque e Madrid: Venceu o primeiro prémio da VII edição da Bienal de Coruche e editou diversos livros de fotografia. Organizador e fundador do Mapa das Artes, do Bairro das Artes e do PIPA — Programa da Imagem e da Palavra da Azinhaga, membro da direção da associação Isto não é um cachimbo e director editorial da Série Ph. da Imprensa Nacional, onde publicou Jorge Molder, Paulo Nozolino, Helena Almeida, Fernando Lemos, José M. Rodrigues, Ernesto de Sousa e Jorge Guerra.
O seu trabalho artístico assenta no cruzamento de diferentes territórios como a pintura e a literatura, sendo, neste contexto, de destacar as séries “Quintetos” com texto de Eduardo Lourenço, “Os Senhores do Bairro” com Gonçalo M. Tavares e “Trindade” para a Mensagem de Fernando Pessoa. Interessa-lhe, no fundo, explorar essa ideia de “não fronteira” da Fotografia. Está representado em colecções particulares em Portugal, Espanha, Brasil, Reino Unido, Suíça, Bélgica e Roménia e nas seguintes coleções institucionais: MUDAS – Museu de Arte Contemporânea da Madeira, Câmara Municipal de Lisboa, Museu do Neo-Realismo, Coleção da Biblioteca de Arte da Fundação Calouste Gulbenkian, Museu Municipal de Coruche. É representado pela Galeria das Salgadeiras em Lisboa, e artista convidado da H’art Gallery em Bucareste.

## Exposições

#### Individuais
2022. «Trinus». MUDAS — Museu de Arte Contemporânea da Madeira, Galeria. Calheta. Madeira.
2021. «Sarkis». Galeria das Salgadeiras. Lisboa.
2020. «Trinus». Casa da América Latina. Lisboa.
2019. «Trinus». Projekteria Art Gallery. Barcelona. Catalunha. Espanha.
2018. «Trinus». Galeria das Salgadeiras. Lisboa.
2018. «LUZ CEGA». Travessa da Ermida. Lisboa.
2016. «POSTER». Galeria das Salgadeiras. Lisboa.
2015. «Substantivo Feminino», no âmbito da 33ª edição do Festival Outono Fotográfico, com a curadoria de Vítor Nieves. Museu Municipal de Ourense. Galiza. Espanha.
2015. «Vénus». H’art Gallery. Bucareste. Roménia.
2015. «Quintetos — A celebração do incontornável». Galeria Centro das Artes Casa das Mudas. Calheta. Madeira.
2014. «Quintetos». Galeria das Salgadeiras. Lisboa.
2013. «Borderline and the self». H’art Gallery. Bucareste. Roménia.
2013. «Vénus». Galeria Municipal de Montemor-o-Novo.
2012. «Vénus». Galeria das Salgadeiras. Lisboa.
2011. «Um instante decidido», com a curadoria de Ana Matos. Espaço Old Town. Funchal.
2010. «Borderline». Chemistry Gallery. Praga. República Checa.
2010. «Borderline». Galeria das Salgadeiras. Lisboa.
2009. «Un instante decidido», no contexto do Hay Festival Alhambra, com a curadoria de Ana Matos. Biblioteca de Andaluzia. Granada. Espanha.
2008. «Empty beds». Galeria das Salgadeiras. Lisboa.
2007. «10.37pm». Central European House of Photography. Bratislava. Eslováquia.
2006. «Paralelo, Lado A_Lado B». Galeria Iosephus. Lisboa.

#### Coletivas
2023. «Too much of a good thing». 10th Anniversary Exhibition. XYZ, A ilha. Lisboa. 
2023. «Aquisições 2021/22». Núcleo de Arte Contemporânea da Câmara Municipal de Lisboa. Cordoaria Nacional. Lisboa.
2022. «ATER», Projektera Art Gallery. Barcelona.
2021. «A Família Humana». Museu do Neo-Realismo. Vila Franca de Xira. Portugal.
2019. «ATER». Galeria das Salgadeiras. Lisboa. Portugal.
2017. «Regra e excepção». Galeria das Salgadeiras. Lisboa. Portugal.
2017. «Identidad». Galería Lucía Mendoza. Madrid. Spain.
2016. «Utopia, hoje». Museu Abílio. Óbidos. Portugal.
2016. «+ arte». Galería Lucía Mendoza. Madrid. Spain.
2014. «GRIFO». Galeria das Salgadeiras. Lisboa. Portugal.
2013. «História Natural». Galeria das Salgadeiras. Lisboa. Portugal.
2012. «Festa». Galeria das Salgadeiras. Lisboa. Portugal.
2011. «Senhores do Bairro». Galeria das Salgadeiras. Lisboa. Portugal.
2010. «The Chemistry selection of young contemporary artists». Chemistry Gallery. Prague. Chech Republic.
2009. «Pessoas». Galeria das Salgadeiras. Lisboa. Portugal.
2008. «Lugares de silêncio». Galeria das Salgadeiras. Lisboa. Portugal.
2008. «Mulheres de sal». Galeria das Salgadeiras. Lisboa. Portugal.

## Coleções
- MUDAS – Museu de Arte Contemporânea da Madeira
- Câmara Municipal de Lisboa
- Museu do NeoRealismo (Vila Franca de Xira)
- Biblioteca de Arte da Fundação Calouste Gulbenkian
- Museu Municipal de Coruche
- Casa da América Latina
- Coleção Fonseca Macedo
- Coleção Biblioteca de Serralves
- Coleção Marin Gaspar

#### Coleções particulares
Portugal, Espanha, Brasil, Reino Unido, Suíça, Bélgica, Roménia.

## Feiras de Arte
(2024). «Skin: memory and impression». Salgadeiras Arte Contemporânea. Photo London. Londres.
2022. «O outro lado do desenho». Galeria das Salgadeiras. Drawing Room Lisboa. Lisboa.
2019. «The game of logic». Galeria das Salgadeiras. Just MAD Contemporary Art Fair. Madrid. Espanha.
2018. «Deste lugar que é o silêncio». Galeria das Salgadeiras. Just LX Contemporary Art Fair. Lisboa.
2016. Context Art New York. Galería Lucía Mendoza. Nova Iorque. EUA.
2015. Context Art Miami. Galería Lucía Mendoza. Miami. EUA.
2015. 1º lugar. VII Bienal de Coruche. Coruche.
2015. Summa Contemporary art fair, Galería Lucía Mendoza. Madrid. Espanha.
2015. XVIII Bienal Internacional de Cerveira. Vila Nova de Cerveira.
2015. Visionado de Portfolios Descubrimientos PhotoEspaña. Madrid. Espanha.
2014. Emergentes DST, Festival Internacional de Fotografia “Encontros de Imagem”. Braga.
2013. «XVIII Bienal de Artes Plásticas da Festa do Avante». Seixal.
2011. «XVII Bienal de Artes Plásticas da Festa do Avante». Seixal.
2009. «XVI Bienal de Artes Plásticas da Festa do Avante». Seixal.

## Livros
2022. «Sarkis», com texto de Manuel João Vieira. Galeria das Salgadeiras. Lisboa.
2022. «ATER». Galeria das Salgadeiras. Lisboa.
2019. «Trinus» com texto de Gonçalo M. Tavares + 10 Edições Especiais com fotografia.
2018. «Luz cega» com texto de José Manuel dos Santos + 50 Edições Especiais com fotografia.
2018. «Poster» com texto de Bárbara Coutinho, 100 exemplares assinados e numerados. 
2015. «Substantivo feminino» com texto de Vitor Nieves, 100 exemplares assinados e numerados.
2014. «Quintetos» com texto de Eduardo Lourenço, 50 exemplares assinados e numerados.
2010. «Díptico #01».
2007. «Mombeja, aldeia branca».
2007. «Greetings from Goa».

## Livros coletivos
2022. “Untitled”. Galeria das Salgadeiras.